# 原田桂一郎
原田 桂一郎 （はらだ けいいちろう、1941年 - ）は、日本の経済学者。国士舘大学教授。専門は理論経済学。

## 来歴
1974年駒澤大学大学院経済学研究科経済学専攻博士課程満期退学。
1990年国士舘大学政経学部一部経済学科教授、2003年同大学政経学部経済学科教授、同大学大学院経済学研究科経済学専攻（博士課程） 教授を歴任。所属学会は日本経済学会、日本統計学会。

## 著書
- 国立国会図書館
- 原田桂一郎『計量経済分析の方法 : 線形回帰による計量経済分析』学文社、1994年。ISBN 476200541X。NDLJP:13060672。
- 「原田桂一郎、製造業の生産性成長:1975-1999」『21世紀の展望 : 政治・行政経済経営』国士舘大学政経学会、2001年。国立国会図書館書誌ID:000003616827。

### 論文
- CiNii